# Cừu Aoudad Sahara
Cừu Aoudad Sahara hay còn gọi là cừu Aoudad (Danh pháp khoa học: Ammotragus lervia sahariensis_Rothschild, 1913) là một trong sáu phân loài của loài cừu Barbary (Ammotragus lervia) phân bố ở một khu vực rộng lớn của sa mạc Sahara. Phân loài này từng được nhà tự nhiên học người Tây Ban Nha là Antonio Cano Gea đề cập đến trong các ký họa của mình.

## Phạm vi
Chúng có phạm vi lớn nhất của các phân loài cừu này, bao gồm cả miền nam Ma-rốc và Tây Sahara, miền nam Algérie, phía tây nam Libya, Sudan, những ngọn núi của Adrar de Iforas ở Mali, Niger, Mauritanie, và Tibesti Massif. Không có báo cáo đáng tin cậy của các loài ở Tây Sahara kể từ khi các cuộc điều tra của Valverde (1957), nhưng khả năng sống sót của chúng trong Oued El Dahab đã được ghi nhận bởi Aulagnier và Thevenot (1997), và các loài gần đây đã được tái phát hiện tại nước này (Cuzin 2003; Cuzin et al).
Ở Vùng Bắc Phi, nơi sinh sống của tộc người Berber là mảnh đất của loài cừu hoang dã Barbary hay còn gọi là aoudad. Sống trong vùng đồi núi khô cằn nhưng chúng vẫn có thể tìm thấy đủ nguồn nước từ thảm thực vật và sương mai để tồn tại, nên chúng đã tồn tại và trở thành một đặc trưng ở Bắc Phi. Khi bị đe dọa, cừu có khả năng duy trì trạng thái bất động, nên hiếm khi bị phát hiện, cho dù cặp sừng nặng nề của chúng luôn thu hút thợ săn các nước. Ngày nay chúng được bảo tồn ở vùng này và Maroc để phục vụ cho du lịch sinh thái.

## Đặc điểm
Cừu Aoudad khi đứng có chiều cao 80–100 cm (2,6-3,3 ft) chiều cao tính đến vai và nặng 40–140 kg (88-309 lb). Chúng có một màu cát nâu và đen sậm đi theo tuổi tác, với một bụng hơi nhạt màu và một đường sẫm màu mọc ngược trên lưng, phần trên và phần bên ngoài của chân là một bộ lông khoác màu nâu đỏ hoặc xám nâu. Có một số tóc bờm xờm từ cổ họng (mở rộng xuống đến ngực ở con đực) và bờm thưa thớt, sừng của chúng có mặt cắt ngang hình tam giác. Đường cong sừng ra ngoài, trở về trước, sau đó vào bên trong, đạt tới 50 cm (20 in). Những chiếc sừng khá trơn tru, với nếp nhăn nhẹ rõ ràng ở cơ sở như các động vật trưởng thành.

## Tạp tính

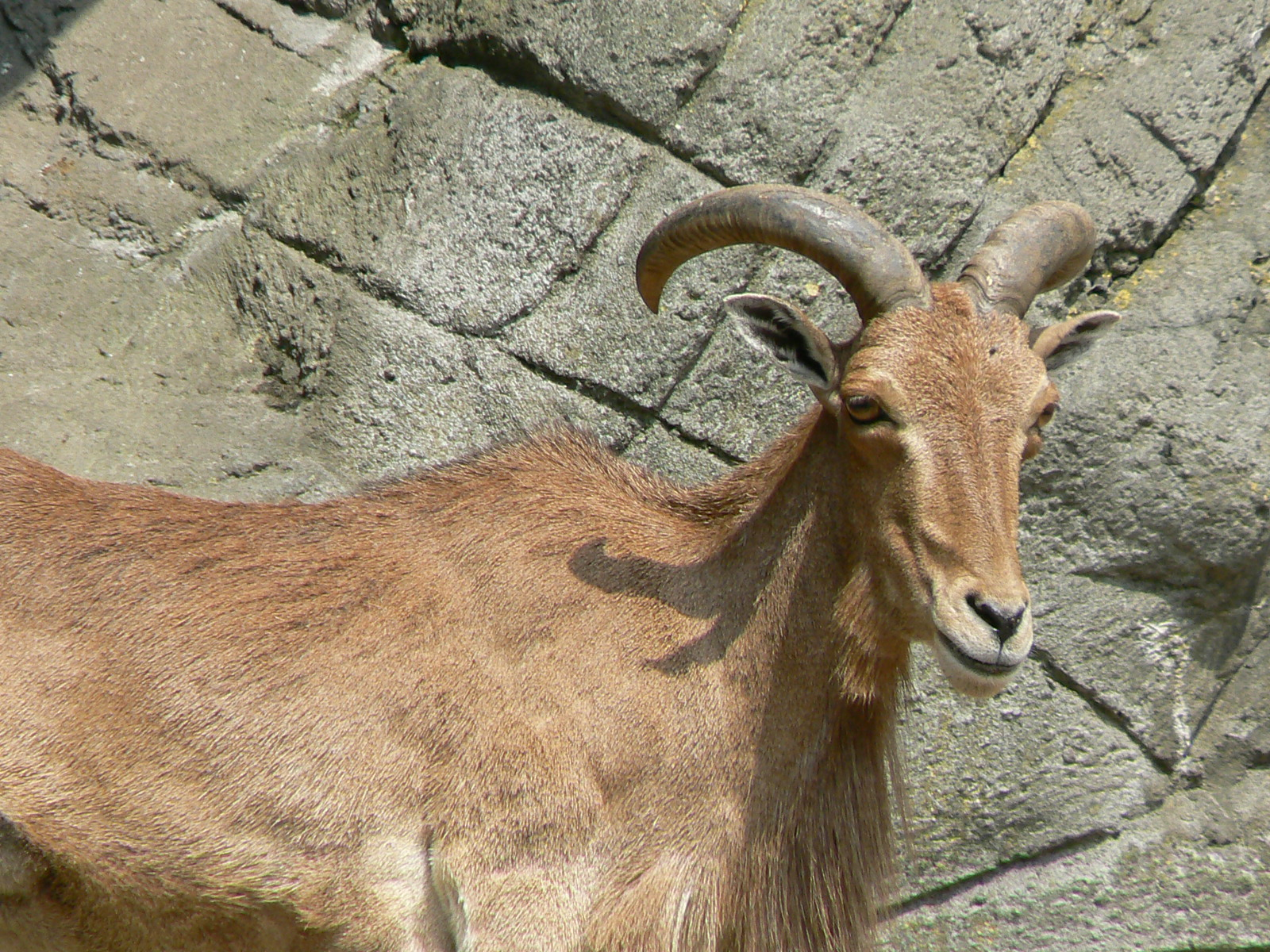
Cừu Audan

Cừu Aoudad được tìm thấy ở các khu vực miền núi khô cằn, nơi chúng tự do sinh sống và gặm các loại cỏ, bụi cây, và địa y. Chúng có thể có được tất cả độ ẩm từ thực phẩm, nhưng nếu nước ở dạng lỏng có sẵn, chúng sẽ uống nó và đắm mình trong chỗ nước đó. Cừu Aoudad là động vật hoạt động mạnh lúc hoàng hôn: hoạt động vào buổi sáng sớm và chiều tối và nghỉ ngơi trong cái nóng trong ngày. Chúng rất nhanh nhẹn và có thể đạt được một bước nhảy cao trên 2 mét (7 ft).
Cừu Aoudad chạy trốn khi có dấu hiệu đầu tiên của sự nguy hiệm. Chúng thích nghi với môi trường sống của chúng trong đó bao gồm các dãy núi đá dốc và hẻm núi. Khi bị đe dọa, cúng luôn luôn chạy lên và nhảy qua nhảy lại trên những ngọn núi để trốn tránh kẻ thù bên dưới. Chúng thích địa hình thô, gồ ghề và dốc vì chúng phù hợp hơn với địa hình hơn bất kỳ kẻ thù của chúng. Cừu Aoudad là động vật cực kỳ du canh du cư và di chuyển liên tục qua các dãy núi. Kẻ thù chính của chúng ở Bắc Phi là những con báo Barbary, sư tử Barbary, và mèo rừng, nhưng ngày nay chỉ có con người đe dọa đến chúng.